# 武蔵小山

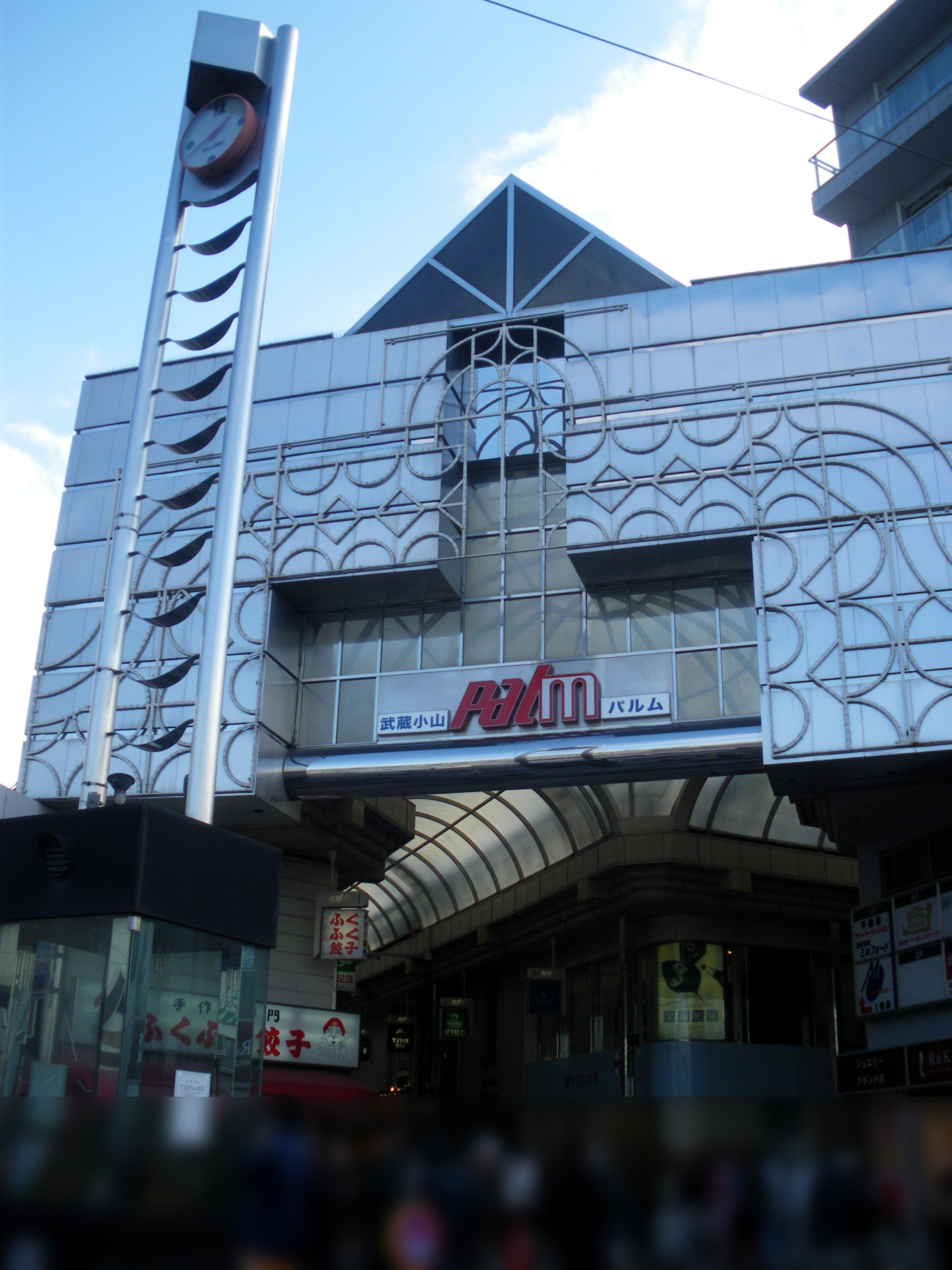
「パルム」の駅側入口

武蔵小山（むさしこやま）は、東京都品川区および目黒区にまたがる地域である。

## 地形
武蔵野台地の東端に当たる、ほぼ標高が30m前後の荏原台地上に開けている。付近は古くは小山のほか、後地、清水、月光原、桐ヶ谷などの地名で呼ばれていた（これらは小学校や銭湯、斎場などの名称として現在も残る）。また、高台のため遠く富士山を望むことができた（これも銭湯名として残っている）。この地で「清水」という地名が多いのは、目黒川から分かれて台地を刻む谷戸の崖線に湧水があったことによる。

## 歴史
江戸時代、この一帯は畑や竹薮、雑木林が中心の様相だった。東海道品川宿への利水として玉川上水から分かれた品川用水が通され、この用水に沿って集落も増えた。この頃の庚申塔がいくつか遺されている。この地の北に不動明王を祀る龍泉寺（現：目黒不動尊）、西に仁王像を祀る円融寺といった名刹があり、品川宿から参詣道（碑文谷道）がここで分岐したため、参詣客で大いに賑わった。ここには、後に信仰を集め現在も残る地蔵堂（朝日地蔵）や道標があり当時を偲ばせている。この分岐点は「武蔵の辻」「煤団子の辻」などとも呼ばれていた（現在は「表通りの地蔵堂の後ろの土地」に由来するという後地交差点（うしろじこうさてん）として名をとどめる）。しかし、通りを離れると大正期あたりまでは閑散としており、大正12年では今のパルム商店街のある場所は幅2mほどの小道で、周りは畑ばかりであったという。この頃まで、目黒不動から碑文谷一帯は、江戸・東京市中で出回る筍のほとんどを産していた。
やがて、洗足田園都市開発のため、渋沢栄一設立による田園都市株式会社の鉄道部門：目黒蒲田電鉄（現：東急目黒線と東急多摩川線）が通されることとなり、1923年（大正12年）3月11日に後地の地の西側に「小山駅」が開業し、翌年「武蔵小山駅」に改称。関東大震災以後はこの駅を中心として「武蔵小山」と呼ばれるようになり、爆発的に人口が増加した。第二次世界大戦中は商店街から満州へ移住する者もいた。大戦末期には東京大空襲の被害を受けた。
戦後は駅の南側や東側の区画整理が進み、街路が碁盤の目状となっている。

## 現在

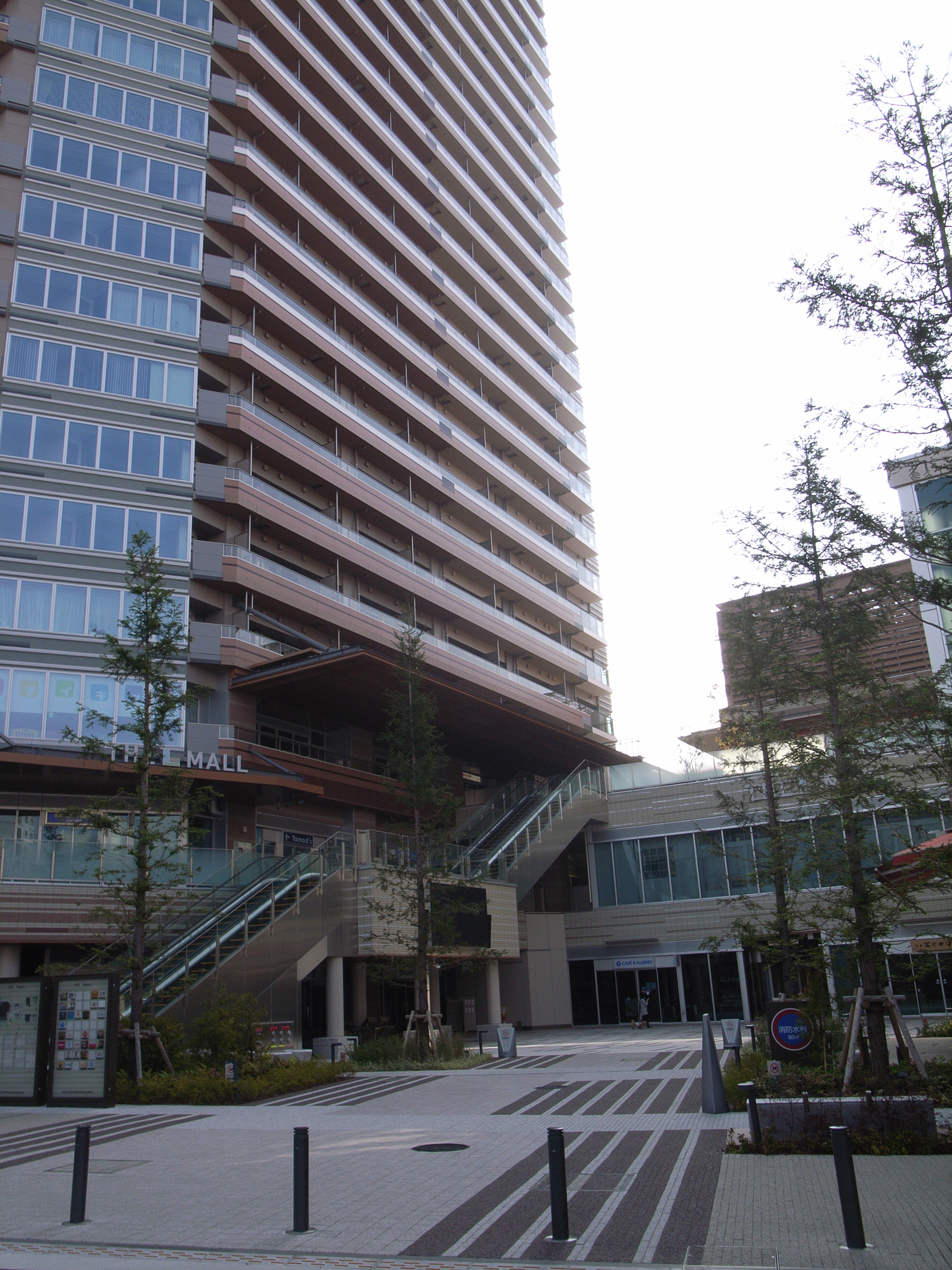
駅前に完成したタワーマンション

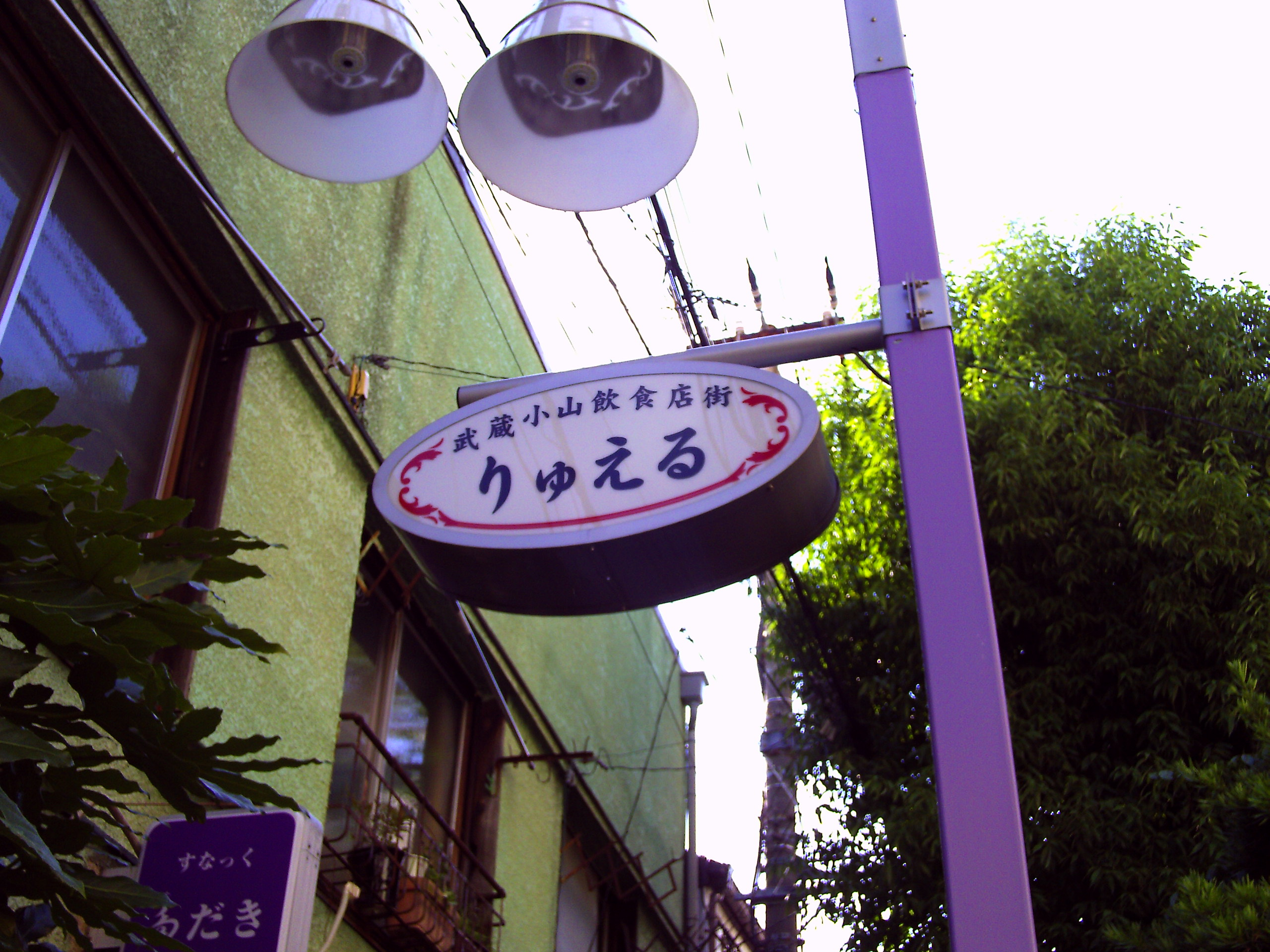
開発で消えた飲食店街りゅえる

現在の周囲の町名表記は「小山」「小山台」「荏原」「西五反田｣「平塚」（以上品川区）「目黒本町」「下目黒」（以上目黒区）などであり、「武蔵小山」ではない。駅周辺には5つの商店街・商店会があり（武蔵小山商店街、一番通り商店街、親友会通り商店会、後地商店会、平和通り商店街）、そのうち武蔵小山商店街「パルム」は完成当時「東洋一」と称えられ現在でも東京都内では最長の800mのアーケードと約250店舗を有する。商店街は、駅前を始端とすると中原街道まで至って終端となるが、すぐ近くから戸越銀座商店街が始まり、長大な商圏を形成している。毎年9月第1週の土日には三谷八幡神社（武蔵小山）と小山八幡神社（西小山）の「武蔵小山両社祭」が開かれ、付近の町会から7基の大神輿や山車が繰り出し賑わう。
また、小山三丁目15～20番界隈は、武蔵小山飲食店街りゅえるを形成しているが、東京のしゃれた街並みづくり推進条例による再開発で、2015年中に解体撤去された。
武蔵小山商店街は1993年にポイントカードを導入し、2006年5月に「がんばる商店街77選」に選ばれた。主なイベントに『駅弁大会』『ヒーローショー』などがある。
1999年から開始された目黒線の連続立体交差事業により不動前駅から洗足駅に至る区間が地下化された（2006年竣工）。目黒線は急行運行が始まり、地域の誘致活動の結果、武蔵小山駅は急行停車駅となった。2010年9月には、武蔵小山駅上に駅ビルが完成し、LAWSON+toks・無印良品・東急ストア等が出店している。
近隣には商店街のほかに東京都立小山台高等学校、星薬科大学などが所在する。
駅の北西側は、これまで区画整理がほとんどなされず、また林業試験場の存在でその北側の地域を隔絶していたが、試験場跡地が林試の森公園として整備され、また区画整理により山手通りから小山台地区を通って26号線通りに抜けるかむろ坂通りが開通し、住環境が向上している。
2000年頃から再開発の動きが活発となり、2020年、2021年と新しいタワーマンションが続々と駅前に完成している。
駅前の木密地域不燃化10年プロジェクトに基づいた複合開発により、道の拡張、公園の整備などが行われている。
人口の増加に伴い、小学校の学区は再編成されている。

## 著名な出身者
- 笠原将弘 - 料理人
- 笠原章弘 - 鍼灸師、整体師